# Painajaisjoki
Painajaisjoki är en å och utgör ett biflöde till ån Narkån. Den kallas i byn Kainulasjärvi för Paihnausjoki och betyder sannolikt 'marån'. Ån rinner genom Tärendö församling, Norrbotten, och ut i Narkån söder om Kainulasjärvi på en plats kallad Jokkiinsuu 'åars mynning'. Ett av dess biflöden är Heinäjoki, medan Pesonen rinner ut i Paihnausjoki strax innan utloppet i Narkån.